# Eduard Punset
 (novembre 2018).
Si vous disposez d'ouvrages ou d'articles de référence ou si vous connaissez des sites web de qualité traitant du thème abordé ici, merci de compléter l'article en donnant les références utiles à sa vérifiabilité et en les liant à la section « Notes et références ».
Eduard Punset i Casals, né le 20 novembre 1936 à Barcelone et mort le 22 mai 2019 dans la même ville, est un économiste et homme politique espagnol.

## Biographie

### Jeunesse et études
Fils d'un médecin de campagne de la province de Tarragone, il passe son baccalauréat (es) aux États-Unis au début des années 1960. Il étudie le droit à l'université complutense de Madrid (UCM). Au cours de ce cursus, il milite au sein du Parti communiste d'Espagne (PCE) avec Jorge Semprún.
Après avoir obtenu sa licence, il poursuit ses études en passant avec succès un master en sciences économiques à la London School of Economics (LSE). Il termine son parcours universitaire par un diplôme de l'École pratique des hautes études (EPHE) de Paris.
Par la suite, il fut rédacteur économique pour la BBC, puis directeur économique de The Economist pour son édition latino-américaine de 1967 à 1969, et enfin économiste du Fonds monétaire international (FMI) aux États-Unis et en Haïti entre 1969 et 1973.
En sa qualité de spécialiste des nouvelles technologies, il a été conseiller de COTEC, professeur de marketing international à l'ESADE, président de l'institut technologique Bull, professeur d'innovation et de technologie à l'Institut de l'entreprise de Madrid, président de Enher, sous-directeur général des études économiques et financières de Banco Hispanoamericano et coordinateur du plan stratégique pour la société de l'information en Catalogne.
En dernier lieu, Eduardo Punset est professeur de science, technologie et société de l'information à la faculté d'économie de l'Institut de chimie de Sarrià de l'université Raymond-Lulle à Barcelone, directeur et présentateur du programme de vulgarisation scientifique Redes de la Télévision espagnole (depuis 1996), président de la société de production Smartplanet et membre du conseil d'administration de Sol Meliá et Telvent. Par ailleurs, il collabore avec la chaîne La Sexta.

### Vie politique
Après la mort de Franco, il revient à la politique en adhérant au parti Centristes de Catalogne-UCD. En 1978, il devient ainsi conseiller à l'Économie et aux Finances du gouvernement pré-autonome catalan.
Élu au Parlement de Catalogne en 1980, il démissionne le 9 septembre, lorsqu'il devient ministre adjoint pour les Relations avec les Communautés européennes dans le second gouvernement d'Adolfo Suárez. Cependant, il n'est pas reconduit dans le gouvernement formé le 26 février 1981 par Leopoldo Calvo-Sotelo.
Il quitte alors l'UCD, se présente aux législatives du 28 octobre 1982 comme candidat indépendant sur la liste de Convergence et Union dans la province de Barcelone et est élu au Congrès des députés. Toutefois, il démissionne le 5 décembre 1983.
En 1985, il adhère au Centre démocratique et social, le nouveau parti centriste d'Adolfo Suárez, et est élu, en 1987 puis en 1989, député européen. Lorsque Suárez démissionne de la présidence du CDS en 1991, Punset quitte également le parti mais reste député européen en tant qu'indépendant jusqu'en 1994. Cette année, il conduit la liste de coalition entre son parti (le Forum, créé en juin 1991) et le CDS, mais ne récolte que 0,99 % des voix et n'obtient aucun siège. Après cet échec et la dissolution du Forum en mars 1995, Eduardo Punset abandonne la vie politique.
Au cours de son mandat au Parlement européen, il préside la délégation parlementaire pour la Pologne, gérant en partie le processus de transformation économique des pays d'Europe de l'Est à la suite de la chute du Mur de Berlin.

### Mort
En 2007, on lui diagnostique un cancer du poumon, pour lequel il est traité avec succès. Eduard Punset meurt à Barcelone le 22 mai 2019, à l'âge de 82 ans, des suites de la maladie d'Alzheimer.

### Famille
Sa fille Carolina Punset est également engagée en politique : membre de Ciudadanos, elle est députée européenne après avoir été porte-parole parlementaire de son parti au Parlement valencien.

## Distinctions
- Prix Science et Technologie 2008 - Association espagnole des éditeurs de presse périodique
- Prix du journalisme Roi Jacques Ier 2007 - Fondation des Prix Roi Jacques Ier
- Prix du journalisme digital José Manuel Porquet 2006 - Association de la presse d'Aragon
- Plaque d'honneur 2001 - Association espagnole des scientifiques

## Publications
- La sortie de la crise (1980)
- Espagne : société ouverte, société fermée (1982)
- L'Espagne impertinente (1986)
- Information sur les ressources et la croissance de l'entreprise - coauteur (1989)
- Manuel pour survivre au XXIe siècle (2000)
- S'adapter à la marée - La sélection naturelle dans les affaires (2004)
- L'âme est dans le cerveau - Radiographie de la machine à penser (2006)
- Pourquoi sommes-nous comme nous sommes ? (2008)
- Trilogie :

Le chemin du bonheur : les nouvelles clés scientifiques (2005)
Le chemin de l'amour (2008)
Le chemin du pouvoir (en écriture)